# Primiano Muratori
Primiano Muratori (Roma, 16 marzo 1925 – Roma, 12 luglio 1996) è stato un tecnico del suono italiano.

## Biografia
Il padre Rinaldo si era trasferito a Roma alla fine della prima guerra mondiale nel 1918 e Primiano passò i primi cinque anni della sua vita nella piccola trattoria gestita dal padre. Nel 1930 il padre ottenne la gestione della mensa degli stabilimenti cinematografici Cines che mantenne per cinque anni fino a quando un incendio non distrusse la struttura e con essa la mensa.
Nel 1939 Muratori entrò a lavorare a Cinecittà come apprendista macchinista e dopo circa un anno passò al settore fonici dove frequentò un corso di formazione tenuto dall'ingegner Giovanni Paris, e fu assistente dell'ingegner Vittorio Trentino. Durante la seconda guerra mondiale gli stabilimenti cinematografici vennero chiusi dai tedeschi e riaprirono poi a guerra finita nel 1945. Alla ripresa dell'attività lavorò per un anno nel doppiaggio e nel 1947 tornò a Cinecittà collaborando alla realizzazione del film Il principe delle volpi della 20th Century Fox, che fu il suo primo lavoro importante.
Continuò poi nella sua professione di fonico e nel 1962 ideò il cinedisco che venne brevettato nel 1963 e presentato alla fiera di Milano nel 1964. Dal 1968 divenne caporeparto fonico mansione nella quale continuò ad operare fino al 1995, collaborando alla realizzazione di oltre cento film, quando prestò la sua opera alla realizzazione del film Il paziente inglese di Anthony Minghella (solo provini).

## Filmografia parziale

### Assistente fonico
- Lo vedi come sei... lo vedi come sei?, regia di Mario Mattoli (1939)
- La corona di ferro, regia di Alessandro Blasetti (1940)
- L'assedio dell'Alcazar, regia di Augusto Genina (1940)
- I promessi sposi, regia di Mario Camerini (1940)
- Inferno giallo, regia di Géza von Radványi (1941)
- Labbra serrate, regia di Mario Mattoli (1942)
- La bella addormentata, regia di Luigi Chiarini (1942)
- Harlem, regia di Carmine Gallone (1943)
- Maria Malibran, regia di Guido Brignone (1943)

### Recordista, microfonista, fonico
- Fifa e arena, regia di Mario Mattoli (1948)
- Il principe delle volpi (Prince of Foxes), regia di Henry King (1949)
- Donne e briganti, regia di Mario Soldati (1950)
- Donne senza nome, regia di Géza von Radványi (1950)
- La bisarca, regia di Giorgio Simonelli (1950)
- Tormento, regia di Raffaello Matarazzo (1950)
- 47 morto che parla, regia di Carlo Ludovico Bragaglia (1950)
- Tototarzan, regia di Mario Mattoli (1950)
- Totò sceicco, regia di Mario Mattoli (1950)
- Arrivano i nostri, regia di Mario Mattoli (1950)
- Il mago per forza, regia di Marino Girolami (1951)
- Il microfono è vostro, regia di Giuseppe Bennati (1951)
- Totò e i re di Roma, regia di Mario Monicelli e Steno (1951)
- Inganno, regia di Guido Brignone (1952)
- Cani e gatti, regia di Leonardo De Mitri (1952)
- Un marito per Anna Zaccheo, regia di Giuseppe De Santis (1952)
- Attanasio cavallo vanesio, regia di Camillo Mastrocinque (1953)
- La signora senza camelie, regia di Michelangelo Antonioni (1953)
- Africa sotto i mari, regia di Giovanni Roccardi (1953)
- Sette ore di guai, regia di Marcello Marchesi e Vittorio Metz (1953)
- Pane, amore e fantasia, regia di Luigi Comencini (1953)
- Questa è la vita, regia di Aldo Fabrizi, Giorgio Pàstina, Mario Soldati e Luigi Zampa (1953)
- Pane, amore e gelosia, regia di Luigi Comencini (1954)
- L'eroe sono io, regia di Carlo Ludovico Bragaglia (1954)
- Canzone d'amore, regia di Giorgio Simonelli (1954)
- Il segno di Venere, regia di Dino Risi (1954)
- L'intrusa, regia di Raffaello Matarazzo (1954)
- Papà Pacifico, regia di Guido Brignone (1954)
- Una parigina a Roma, regia di Erich Kobler (1954)
- Le vacanze del sor Clemente, regia di Camillo Mastrocinque (1954)
- Io sono la primula rossa, regia di Giorgio Simonelli (1954)
- Pane, amore e..., regia di Dino Risi (1955)
- Un eroe dei nostri tempi, regia di Mario Monicelli (1955)
- Il tetto, regia di Vittorio De Sica (1956)
- Ci sposeremo a Capri, regia di Siro Marcellini (1956)
- Se il re lo sapesse, regia di Caro Canaille e Edoardo Anton (1956)
- La trovatella di Pompei, regia di Giacomo Gentilomo (1956)
- L'ultima violenza, regia di Raffaello Matarazzo (1957)
- Lazzarella, regia di Carlo Ludovico Bragaglia (1957)
- Belle ma povere, regia di Dino Risi (1957)
- Io, mammeta e tu, regia di Carlo Ludovico Bragaglia (1958)
- Caporale di giornata, regia di Carlo Ludovico Bragaglia (1958)
- Mogli pericolose, regia di Luigi Comencini (1958)
- Policarpo, ufficiale di scrittura, regia di Mario Soldati (1958))
- Pane, amore e Andalusia, regia di Javier Setó (1958)
- Gli ultimi giorni di Pompei, regia di Mario Mattoli (1959)
- I magliari, regia di Francesco Rosi (1959)
- Sogno di una notte di mezza sbornia, regia di Eduardo De Filippo (1959)
- I reali di Francia, regia di Mario Costa (1959)
- Recluta e maresciallo, regia di Steno (1959)
- Morgan il pirata, regia di André De Toth e Primo Zeglio (1960)
- La vendetta dei barbari, regia di Giuseppe Vari (1960)
- Fantasmi a Roma, regia di Antonio Pietrangeli (1960)
- Mina... fuori la guardia, regia di Armando W. Tamburella (1961)
- Sir Francis Drake, regia di Primo Zeglio (1961)
- Giuseppe venduto dai fratelli, regia di Irving Rapper e Luciano Ricci (1962)
- Lo smemorato di Collegno, regia di Sergio Corbucci (1962)
- I 4 monaci, regia di Carlo Ludovico Bragaglia (1962)
- I due colonnelli, regia di Steno (1962)
- Totò contro i quattro, regia di Steno (1962)
- Cronaca familiare, regia di Valerio Zurlini (1962)
- Sodoma e Gomorra[4], regia di Robert Aldrich (1962)
- I quattro moschettieri, regia di Carlo Ludovico Bragaglia (1963)
- Un tentativo sentimentale, regia di Pasquale Festa Campanile e Massimo Franciosa (1963)
- La donna scimmia, regia di Marco Ferreri (1963)
- Le voci bianche, regia di Pasquale Festa Campanile (1963)
- Totò diabolicus, regia di Steno (1963)
- Che fine ha fatto Totò Baby?, regia di Ottavio Alessi (1964)
- Col cuore in gola, regia di Tinto Brass (1964)
- Il compagno Don Camillo, regia di Luigi Comencini (1965)
- Una vergine per il principe,[4] regia di Pasquale Festa Campanile (1965)
- Adulterio all'italiana, regia di Pasquale Festa Campanile (1965)
- Giulietta degli spiriti, regia di Federico Fellini (1965)
- Incompreso, regia di Luigi Comencini (1966)
- La ragazza del bersagliere, regia di Alessandro Blasetti (1966)
- La lotta alla sopravvivenza, regia di Renzo Rossellini (1967)
- Little Rita nel West, regia di Ferdinando Baldi (1967)
- Arabella, regia di Mauro Bolognini (1967)
- Mezzanotte d'amore, regia di Ettore Maria Fizzarotti (1967)
- La caduta degli dei, regia di Luchino Visconti (1968)
- Un caso di coscienza, regia di Gianni Grimaldi (1969)
- Certo, certissimo, anzi... probabile, regia di Marcello Fondato (1969)
- Waterloo, regia di Sergey Bondarchuk (1969)
- Principe coronato cercasi per ricca ereditiera, regia di Gianni Grimaldi (1970)
- Per grazia ricevuta, regia di Nino Manfredi (1970)
- Angeli senza paradiso, regia di Ettore Maria Fizzarotti (1970)
- Michele Strogoff, corriere dello zar, regia di Eriprando Visconti (1970)
- Pussycat, Pussycat, I Love You, regia di Rod Amateau (1970)
- I due maggiolini più matti del mondo, regia di Giuseppe Orlandini (1970)
- Venga a fare il soldato da noi, regia di Ettore Maria Fizzarotti (1971)
- I racconti di Canterbury,[4] regia di Pier Paolo Pasolini (1971)
- Mordi e fuggi, regia di Dino Risi (1972)
- 4 caporali e ½ e un colonnello tutto d'un pezzo, regia di Bitto Albertini (1972)
- La più bella serata della mia vita, regia di Ettore Scola (1972)
- Che cosa è successo tra mio padre e tua madre? (Avanti), regia di Billy Wilder (1972)
- Mercoledì delle ceneri (Ash Wednesday), regia di Larry Peerce (1973)
- Professione: reporter, di Michelangelo Antonioni (1973)
- I racconti di Viterbury - Le più allegre storie del '300,[4] regia di Mario Caiano (1973)
- La nuora giovane, regia di luigi Russo (1974)
- Il mio nome è Shangai Joe, regia di Mario Caiano (1974)
- Morbosità, regia di Luigi Russo (1974)
- Il ritorno di Shanghai Joe, regia di Bitto Albertini (1975)
- Pasqualino settebellezze, regia di Lina Wertmüller (1975)
- Milano violenta,[4] regia di Mario Caiano (1975)
- Amore mio spogliati... che poi ti spiego!, regia di Fabio Pittorru (1975)
- La ragazza alla pari, regia di Mino Guerrini (1976)
- ...a tutte le auto della polizia,[5] regia di Mario Caiano (1976)
- Sono stato un agente C.I.A., regia di Romolo Guerrieri (1978)
- Black stallion (The Black Stallion), regia di Carroll Ballard (1979)
- Tesoromio,[6] regia di Giulio Paradisi (1979)
- Il cappotto di Astrakan, regia di Marco Vicario (1979)
- Letti selvaggi, regia di Luigi Zampa (1979)
- Zampognaro innamorato, regia di Ciro Ippolito (1983)
- Acapulco, prima spiaggia... a sinistra, regia di Sergio Martino (1983)
- Scherzo, regia di Lina Wertmüller (1983)
- I predatori dell'anno Omega, regia di David Worth (1983)
- Pronto... Lucia, regia di Ciro Ippolito (1984)
- Lacrime napulitane, regia di Ciro Ippolito (1984)
- Arrapaho, regia di Ciro Ippolito (1984)
- Nosferatu a Venezia, regia di Augusto Caminito (1986)
- Cellar Dweller, regia di John Carl Buechler (1987)
- Ghoulies II - Il principe degli scherzi, regia di Albert Band (1988)
- Paganini, regia di Klaus Kinski (1989)
- Dimenticare Palermo, regia di Francesco Rosi (1990)
- Spellcaster, regia di Rafal Zielinski (1991)
- Il paziente inglese, regia di Anthony Minghella (1995)

## Televisione
- 1967
  - Non cantare... spara, di Daniele D'Anza, RAI
- 1976
  - Alle origini della mafia, di Enzo Muzii, RAI
- 1983
  - Lungo la via, di Mario Caiano, Telecapri